# NGC 3703
NGC 3703 ist eine Spiralgalaxie vom Hubble-Typ S im Sternbild Becher am Südsternhimmel. Sie ist schätzungsweise 497 Millionen Lichtjahre von der Milchstraße entfernt und hat einen Durchmesser von etwa 120.000 Lichtjahren.

Im selben Himmelsareal befinden sich u. a. die Galaxien NGC 3688 und NGC 3702.
Das Objekt wurde am 31. Dezember 1885 von Ormond Stone entdeckt.